# Volta a Suècia
La Volta a Suècia, també anomenada PostGirot Open, va ser un competició ciclista que es disputà a Suècia entre el 1982 i el 2002. Ell suec Michael Andersson, amb tres victòries, és el ciclista amb més triomfs.

## Palmarès
| Any  | Vencedor                | Segon                | Tercer              |
| ---- | ----------------------- | -------------------- | ------------------- |
| 1982 | Tommy Prim              | Giuseppe Petito      | Lucien van Impe     |
| 1983 | Tommy Prim              | Alexandre Krasnov    | Per Christiansson   |
| 1984 | Alan Peiper             | Alf Sergersall       | Sean Yates          |
| 1985 | Marc Gomez              | Gerrit Solleveld     | Atle Kvalsvoll      |
| 1986 | Gilbert Duclos-Lassalle | Frans Maassen        | Jelle Nijdam        |
| 1987 | Gerrie Knetemann        | Andrzej Mierzejewski | Per Moberg          |
| 1988 | Jesper Worre            | Bruno Cornillet      | Edwig Van Hooydonck |
| 1989 | Atle Kvalsvoll          | Viatxeslav Iekímov   | Peter Pegestam      |
| 1990 | Dimitri Zhdanov         | Frans Maassen        | Jelle Nijdam        |
| 1991 | Michael Andersson       | Dag-Erik Pedersen    | Lars Wahlqvist      |
| 1992 | Michael Andersson       | Bo Hamburger         | Daren Smith         |
| 1993 | Phil Anderson           | Francis Moreau       | Lance Armstrong     |
| 1994 | Erik Dekker             | Michel Lafis         | Arvis Piziks        |
| 1995 | Erik Dekker             | Michel Lafis         | Léon van Bon        |
| 1996 | Michael Blaudzun        | Bert Dietz           | Max Van Heeswijk    |
| 1997 | Gianpaolo Mondini       | Stephan Gottschling  | Sven Holestol       |
| 1998 | Steven De Jongh         | Magnus Bäckstedt     | Marcus Ljungqvist   |
| 1999 | Jacob Piil              | Jesper Skibby        | Martin Rittsel      |
| 2000 | Michael Andersson       | Erik Dekker          | Fabio Malberti      |
| 2001 | Thor Hushovd            | Stuart O'Grady       | Raphael Schweda     |
| 2002 | Kurt Asle Arvesen       | René Haselbacher     | Fredrik Modin       |